# Ferrari F2004

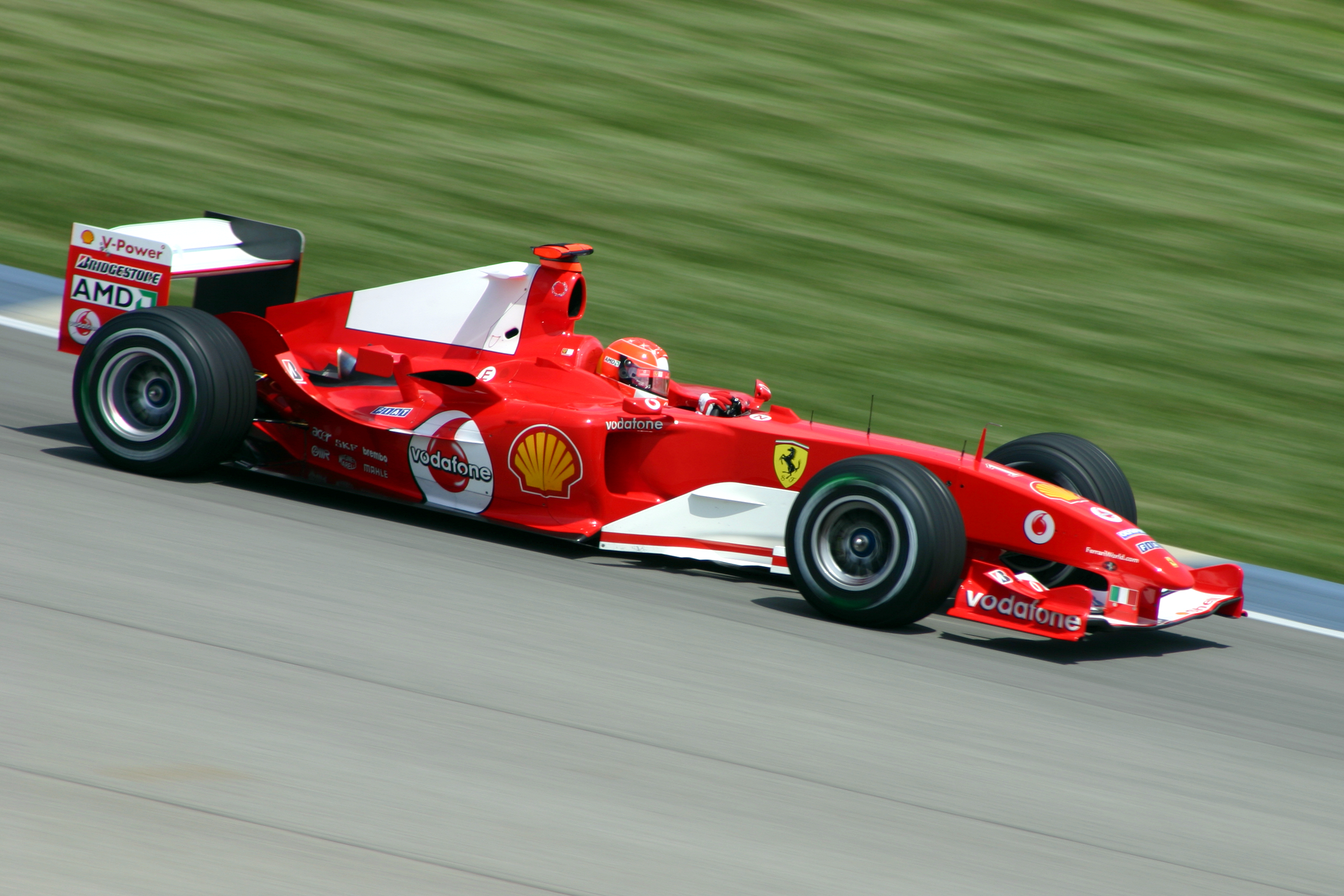
Michael Schumacher Ferrari 2004

F2004 este o mașină de curse de Formula 1 de mare succes, care a fost folosită de Ferrari pentru sezonul de Formula 1 2004. Șasiul a fost proiectat de Rory Byrne, Ignazio Lunetta, Aldo Costa, Marco Fainello, John Iley și James Allison, Ross Brawn jucând un rol vital în conducerea producției mașinii în calitate de director tehnic al echipei și Paolo Martinelli asistat de Giles Simon în fruntea proiectarea și funcționarea motorului. Bazat puternic pe F2003-GA din sezonul precedent, [2] F2004 a continuat succesul de care s-a bucurat echipa din 1999, câștigând al șaselea Campionat al constructorilor consecutiv și al 5-lea Campionat al Piloților consecutivi pentru Michael Schumacher, al 7-lea și finalul acestuia. , titlul mondial de piloți în 2004. Este una dintre cele mai dominante mașini din istoria Formulei 1. Mașina s-a apropiat, de asemenea, de dominația sportivă de cinci ani a lui Ferrari și Michael Schumacher, lăsând ușa deschisă pentru Renault și Fernando Alonso. Ferrari a folosit siglele „Marlboro”, cu excepția marilor premii canadian, american, francez și britanic.

## Legacy
Cele mai rapide ture la Albert Park Circuit, Circuit de Nevers Magny-Cours, Autodromo Nazionale Monza și Shanghai International Circuit rămân toate recordurile curente în tur, chiar dacă trei din aceste patru piste erau încă utilizate în F1 în 2019 sau 2020.
Ultimul Mick al lui Michael Schumacher a condus mașina la Marele Premiu al Germaniei din 2019, onorând 15 ani de la finalul campionatului mondial al tatălui său. [13]

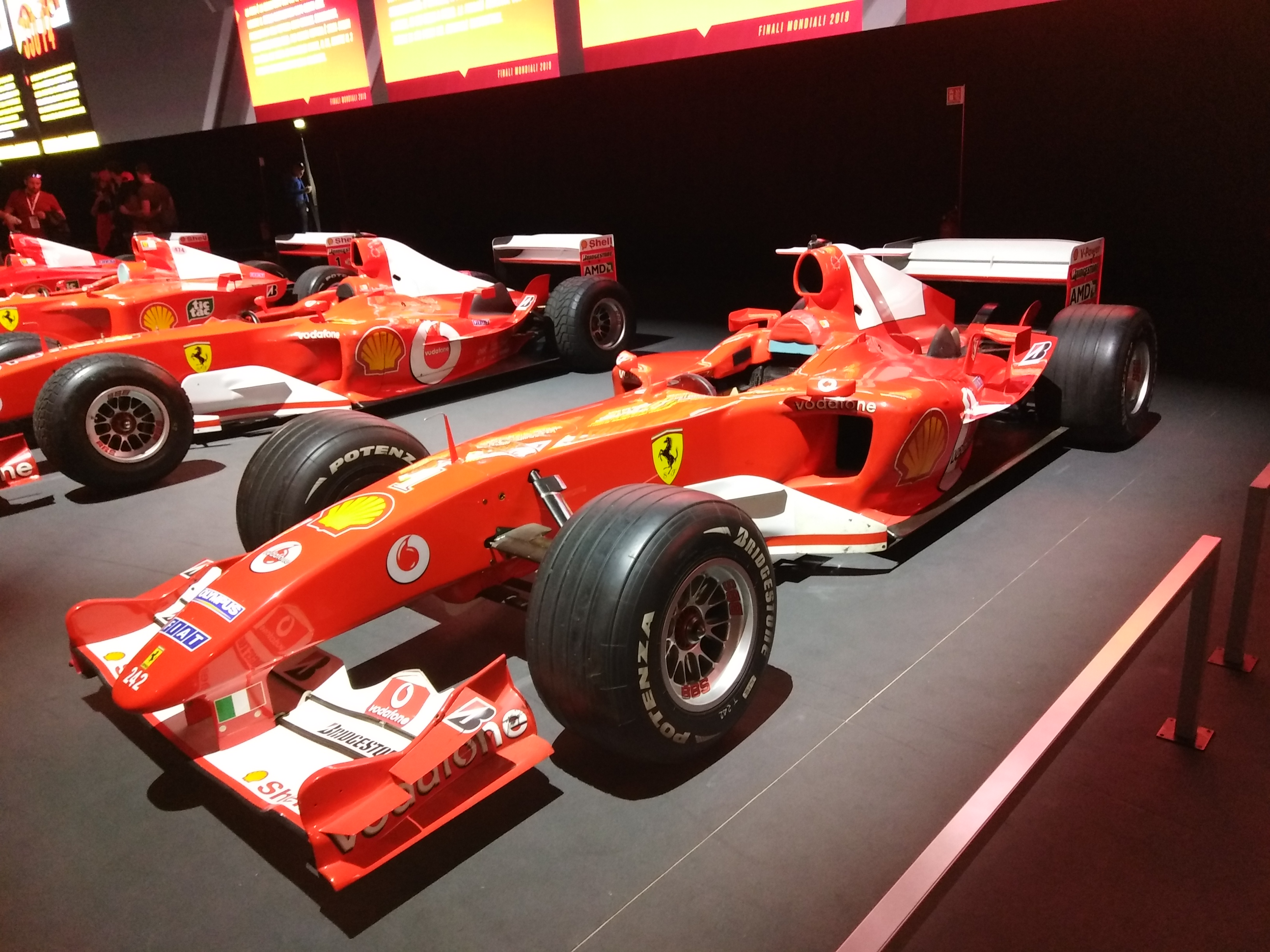

Mick Schumacher a condus, de asemenea, mașina în jurul pistei înainte de începerea Marelui Premiu Toscan 2020 pentru a sărbători al 1000-lea Marele Premiu al Ferrari. [14] 

## Design
Mașina se baza pe aceleași principii de proiectare pionierate în F2002, dar a făcut un pas mai departe. Eșapamentele periscopului erau mai mici și erau montate mai aproape de linia centrală a mașinii, aripa spate a fost mărită și suspensia spate reproiectată pentru a reduce uzura anvelopelor, o problemă majoră în F2003-GA. Motorul a fost conceput pentru a rezista un weekend complet în conformitate cu reglementările tehnice ale FIA pentru sezon. Ca urmare, cutia de viteze a trebuit, de asemenea, reproiectată pentru a fi mai rezistentă. Aerodinamica din spate a fost îmbunătățită, iar mașina avea un ampatament mai scurt. Controlul lansării și cutiile de viteze complet automate au fost, de asemenea, interzise pentru 2004, ceea ce înseamnă că șoferul a trebuit să înceapă să folosească schimbătoarele de palete și să găsească din nou punctul de mușcătură efectiv și să elibereze ambreiajul manual. Aceste ajutoare electronice pentru șofer au fost folosite de echipă în ultimele trei sezoane, de la Marele Premiu al Spaniei din 2001.

## Performante
Mașina a fost la fel de reușită ca F2002, la fel de dominantă, câștigând 15 din 18 curse și obținând 12 pole position-uri, incluzând multe recorduri de tur. Michael Schumacher a câștigat un record de un singur sezon de 13 curse (Sebastian Vettel a egalat acest număr în 2013) și a câștigat un record care a doborât al șaptelea Campionat Mondial (egal cu Lewis Hamilton la sfârșitul Campionatului Mondial de Formula 1 din 2020), în timp ce Ferrari era un câștigător clar în Campionatul Constructorilor. F2004 a fost, de asemenea, extrem de fiabil, s-a retras din doar două curse și ambele au fost prin coliziuni. În Franța, Schumacher a câștigat, învingând Renault-ul lui Fernando Alonso după o strategie inovatoare în patru stop-pit.